# KH-7 22
KH-7 22 – amerykański satelita rozpoznawczy; dwudziesty drugi statek serii KeyHole-7 GAMBIT programu CORONA. Jego zadaniem było wykonywanie wywiadowczych zdjęć Ziemi o rozdzielczości przy gruncie około 46 cm.

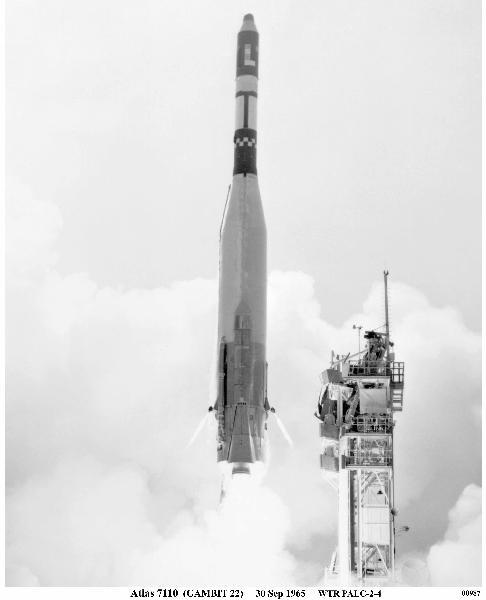
Start rakiety Atlas SLV-3 Agena D z satelitą KH-7 22 (Improved SAMOS 22; GAMBIT 22; OPS 7208 lub OPS 6004), 30 września 1965.